# Copa Minas Gerais
La Copa Minas Gerais es el torneo de copa de fútbol más importante del estado de Minas Gerais y que disputan los equipos pertenecientes al estado.
El campeón de la copa clasifica a la Copa de Brasil desde el año 2000.

## Historia
La copa fue creada en 1973 y es organizada por la Federación Mineira de Fútbol originalmente como un torneo aparte hasta inicios de los años 1980 cuando la copa pasó a ser una de las fases que componían el Campeonato Mineiro hasta su última edición en 1987.
La copa fue reinstaurada en 1999 como la primera fase del campeonato Mineiro para los equipos del interior del estado, y a partir de la edición del 2000 es clasificatorio para la Copa de Brasil. En 2004 la copa volvió a ser un torneo aparte en donde podían participar los equipos de la primera división del Campeonato Mineiro.

## Sumario
| Año  | Campeón      | Finalista    | 3.º Lugar          | 4.° Lugar   | n.º de participantes |
| ---- | ------------ | ------------ | ------------------ | ----------- | -------------------- |
| 1973 | Cruzeiro     | Atlético     | América            | Valeriodoce | 11                   |
| 1975 | Atlético     | Cruzeiro     | Villa Nova         | Valeriodoce | 16                   |
| 1976 | Atlético     | Cruzeiro     | Uberaba            | América     | 23                   |
| 1977 | Villa Nova   | América      | Nacional de Muriaé | Valeriodoce | 6                    |
| 1979 | Atlético     | Cruzeiro     | América            | Uberlândia  | 16                   |
| 1980 | Uberaba      | América      | Uberlândia         | Valeriodoce | 19                   |
| 1981 | Democrata-GV | Uberlândia   | Guarani-DV         | Valeriodoce | 4                    |
| 1982 | Cruzeiro     | Atlético     | Uberlândia         | Villa Nova  | 12                   |
| 1983 | Cruzeiro     | Atlético     | América            | Valeriodoce | 12                   |
| 1984 | Cruzeiro     | América      | Guarani-DV         | Villa Nova  | 14                   |
| 1985 | Cruzeiro     | Atlético     | Tupi               | América     | 14                   |
| 1986 | Atlético     | Cruzeiro     | Uberlândia         | América     | 16                   |
| 1987 | Atlético     | Cruzeiro     | Uberaba            | Valeriodoce | 16                   |
| 1999 | URT          | Democrata-GV | Caldense           | Valeriodoce | 8                    |
| 2000 | URT          | Ipatinga     | Democrata-GV       | Rio Branco  | 8                    |
| 2003 | Uberlândia   | Araxá        | Esportiva Guaxupé  | Olympic     | 11                   |
| 2004 | Ipatinga     | Democrata-GV | Tupi               | Unitri      | 11                   |
| 2005 | América      | Caldense     | Democrata-SL       | Uberlândia  | 14                   |
| 2006 | Villa Nova   | Uberaba      | América            | Caldense    | 8                    |
| 2007 | Ituiutaba    | Tupi         | América            | Uberaba     | 6                    |
| 2008 | Tupi         | América      | Uberlândia         | Villa Nova  | 6                    |
| 2009 | Uberaba      | Villa Nova   | Uberlândia         | Tupi        | 10                   |
| 2010 | Uberaba      | Uberlândia   | Villa Nova         | Tricordiano | 6                    |
| 2011 | Ipatinga     | Boa Esporte  | Villa Nova         | Guarani-DV  | 6                    |
| 2012 | Boa Esporte  | Villa Nova   | Uberlândia         | Nacional-PM | 5                    |

## Palmarés
| Club                     | Títulos                          | Subcampeonatos                  |
| ------------------------ | -------------------------------- | ------------------------------- |
| Cruzeiro EC              | 5 (1973, 1982, 1983, 1984, 1985) | 5 (1975,1976, 1979, 1986, 1987) |
| Atlético-MG              | 5 (1975, 1976, 1979, 1986, 1987) | 4 (1973, 1982, 1983, 1985)      |
| Uberaba Sport Club       | 3 (1980, 2009, 2010)             | 1 (2006)                        |
| Villa Nova-MG            | 2 (1977, 2006)                   | 2 (2009, 2012)                  |
| Ipatinga                 | 2 (2004, 2011)                   | 1 (2000)                        |
| Boa Esporte              | 2 (2007, 2012)                   | 1 (2011)                        |
| URT                      | 2 (1999, 2000)                   | 0                               |
| América-MG               | 1 (2005)                         | 4 (1977, 1980, 1984, 2008)      |
| Democrata-GV             | 1 (1981)                         | 2 (1999, 2004)                  |
| Uberlândia Esporte Clube | 1 (2003)                         | 2 (1981, 2010)                  |
| Tupi                     | 1 (2008)                         | 1 (2007)                        |
| Caldense                 | –                                | 1 (2005)                        |
| Araxá                    | –                                | 1 (2003)                        |